# Robert Häggblom
Robert Markus Häggblom (Vaasa, 9 agosto 1982) è un ex pesista finlandese, campione mondiale allievi nel 1999 a Bydgoszcz.
Nel giugno 2013 decide di ritirarsi dall'attività agonistica a causa di un infortunio alla schiena.

## Progressione

### Getto del peso outdoor
| Stagione | Risultato | Luogo       | Data      | Rank. Mond. |
| -------- | --------- | ----------- | --------- | ----------- |
| 2012     | 18,59 m   | Malax       | 15-9-2012 | 185º        |
| 2011     | 18,08 m   | Kuortane    | 25-6-2011 | 195º        |
| 2010     | 18,91 m   | Kajaani     | 6-8-2010  | 101º        |
| 2009     | 18,77 m   | Raseborg    | 8-6-2009  | 121º        |
| 2008     | 20,06 m   | Spalato     | 16-3-2008 | 52º         |
| 2007     | 20,53 m   | Lapua       | 11-7-2007 | 20º         |
| 2006     | 20,28 m   | Copenaghen  | 24-8-2006 | 34º         |
| 2005     | 19,69 m   | Vaasa       | 25-8-2005 | 59º         |
| 2004     | 19,48 m   | Fredrikstad | 11-9-2004 | 80º         |
| 2003     | 18,62 m   | Eskilstuna  | 14-6-2003 | 125º        |
| 2002     | 19,15 m   | Perho       | 1-9-2002  | 87º         |
| 2001     | 18,64 m   | Perho       | 16-9-2001 | 119º        |
| 2000     | 17,33 m   | Vaasa       | 11-7-2000 | 301º        |

### Getto del peso indoor
| Stagione | Risultato | Luogo      | Data      | Rank. Mond. |
| -------- | --------- | ---------- | --------- | ----------- |
| 2013     | 19,06 m   | Vaasa      | 25-1-2013 | 63º         |
| 2008     | 20,24 m   | Kuressaare | 28-2-2008 | 16º         |
| 2007     | 20,26 m   | Birmingham | 2-3-2007  | 12º         |
| 2006     | 19,75 m   | Korsholm   | 19-2-2006 | 33º         |
| 2005     | 19,32 m   | Turku      | 19-2-2004 | 47º         |
| 2003     | 18,86 m   | Korsholm   | 6-2-2003  | 60º         |
| 2002     | 18,83 m   | Korsholm   | 9-2-2002  | 62º         |
| 2001     | 18,69 m   | Korsholm   | 25-2-2001 | -           |
| 2000     | 16,54 m   | Korsholm   | 30-1-2001 | 208º        |

## Palmarès
| Anno | Manifestazione   | Sede       | Evento         | Risultato      | Misura  | Note                          |
| ---- | ---------------- | ---------- | -------------- | -------------- | ------- | ----------------------------- |
| 1999 | Mondiali allievi | Bydgoszcz  | Getto del peso | Oro            | 19,76 m |                               |
| 2001 | Europei juniores | Grosseto   | Getto del peso | Argento        | 17,96 m |                               |
| 2007 | Europei indoor   | Birmingham | Getto del peso | 4º             | 20,26 m | Miglior prestazione personale |
| 2007 | Mondiali         | Ōsaka      | Getto del peso | 21º (q)        | 19,29 m |                               |
| 2008 | Mondiali indoor  | Valencia   | Getto del peso | 16º            | 19,42 m |                               |
| 2008 | Giochi olimpici  | Pechino    | Getto del peso | Qualificazione | nm      |                               |

## Campionati nazionali
- 3 volte campione nazionale nel getto del peso (2007/2008, 2010)
- 2 volte nel getto del peso indoor (2007/2008)

2000
- 10º ai campionati nazionali finlandesi indoor, getto del peso - 16,13 m

2001
- 8º ai campionati nazionali finlandesi, getto del peso - 17,73 m

2002
- 6º ai campionati nazionali finlandesi indoor, getto del peso - 18,10 m
- 9º ai campionati nazionali finlandesi, getto del peso - 17,98 m

2003
- 7º ai campionati nazionali finlandesi, getto del peso - 17,60 m

2004
- Bronzo ai campionati nazionali finlandesi, getto del peso - 19,22 m

2005
- Bronzo ai campionati nazionali finlandesi indoor, getto del peso - 19,32 m
- 5º ai campionati nazionali finlandesi, getto del peso - 19,28 m

2006
- Argento ai campionati nazionali finlandesi indoor, getto del peso - 19,58 m
- 5º ai campionati nazionali finlandesi, getto del peso - 18,78 m

2007
- Oro ai campionati nazionali finlandesi indoor, getto del peso - 20,07 m
- Oro ai campionati nazionali finlandesi, getto del peso - 20,07 m

2008
- Oro ai campionati nazionali finlandesi indoor, getto del peso - 19,92 m
- Oro ai campionati nazionali finlandesi, getto del peso - 18,88 m

2009
- Bronzo ai campionati nazionali finlandesi, getto del peso - 18,03 m

2010
- Oro ai campionati nazionali finlandesi, getto del peso - 18,91 m

2011
- 6º ai campionati nazionali finlandesi, getto del peso - 17,14 m

2012
- Argento ai campionati nazionali finlandesi, getto del peso - 18,37 m